# Kevin Hughes
Kevin Michael Hughes (ur. 15 grudnia 1952 w Doncaster, zm. 16 lipca 2006 w Doncaster) – brytyjski polityk Partii Pracy, deputowany Izby Gmin.

## Działalność polityczna
Od 9 kwietnia 1992 do 5 maja 2005 reprezentował okręg wyborczy Doncaster North w brytyjskiej Izbie Gmin.